# Luisa Neubauer
Luisa-Marie Neubauer, född 21 april 1996, är en tysk klimataktivist. Hon är en av huvudarrangörerna av Skolstrejk för klimatet/Fridays for Future i Tyskland.
Neubauer förespråkar en klimatpolitik som följer och överträffar Parisavtalet och hon stöder nerväxt. 
I april 2021 vann hon ett uppmärksammat domstolsmål där Tysklands författningsdomstol slog fast att landets klimatlag från 2019 är för svag.
Neubauer är medlem i Allians 90/De gröna och i tyska Grön ungdom.
 